# Regina George
Regina George Grause (Chicago, 17 febbraio 1991) è una velocista statunitense naturalizzata nigeriana, specializzata nei 400 metri piani.

## Palmarès
| Anno                                | Manifestazione          | Sede        | Evento      | Risultato  | Prestazione | Note                                             |
| ----------------------------------- | ----------------------- | ----------- | ----------- | ---------- | ----------- | ------------------------------------------------ |
| In rappresentanza degli Stati Uniti |                         |             |             |            |             |                                                  |
| 2010                                | Mondiali juniores       | Moncton     | 400 m piani | 7ª         | 53"83       |                                                  |
| 2010                                | Mondiali juniores       | Moncton     | 4×400 m     | Oro        | 3'31"20     | Miglior prestazione mondiale stagionale under 20 |
| In rappresentanza della Nigeria     |                         |             |             |            |             |                                                  |
| 2012                                | Campionati africani     | Porto-Novo  | 400 m piani | Argento    | 51"11       |                                                  |
| 2012                                | Giochi olimpici         | Londra      | 400 m piani | Semifinale | 51"35       |                                                  |
| 2012                                | Giochi olimpici         | Londra      | 4×400 m     | Finale     | dq          |                                                  |
| 2013                                | Mondiali                | Mosca       | 400 m piani | Semifinale | 50"84       | Miglior prestazione personale                    |
| 2013                                | Mondiali                | Mosca       | 4×100 m     | Batteria   | dq          |                                                  |
| 2013                                | Mondiali                | Mosca       | 4×400 m     | 5ª         | 3'27"57     |                                                  |
| 2014                                | Mondiali indoor         | Sopot       | 400 m piani | Semifinale | dns         |                                                  |
| 2014                                | World Relays            | Nassau      | 4×200 m     | 7ª         | 1'33"71     | Record nazionale                                 |
| 2014                                | World Relays            | Nassau      | 4×400 m     | Bronzo     | 3'23"41     | Miglior prestazione personale stagionale         |
| 2014                                | Giochi del Commonwealth | Glasgow     | 400 m piani | Semifinale | 53"48       |                                                  |
| 2014                                | Giochi del Commonwealth | Glasgow     | 4×400 m     | Argento    | 3'24"71     |                                                  |
| 2014                                | Campionati africani     | Marrakech   | 200 m piani | 6ª         | 23"53       |                                                  |
| 2014                                | Campionati africani     | Marrakech   | 4×400 m     | Oro        | 3'28"87     |                                                  |
| 2015                                | World Relays            | Nassau      | 4×200 m     | Oro        | 1'30"52     | Miglior prestazione mondiale stagionale          |
| 2015                                | Mondiali                | Pechino     | 400 m piani | Batteria   | 51"74       |                                                  |
| 2015                                | Mondiali                | Pechino     | 4×400 m     | 5ª         | 3'25"11     |                                                  |
| 2015                                | Giochi panafricani      | Brazzaville | 200 m piani | Semifinale | dns         |                                                  |
| 2016                                | Mondiali indoor         | Portland    | 4×400 m     | 4ª         | 3'34"03     | Miglior prestazione personale stagionale         |
| 2016                                | Campionati africani     | Durban      | 400 m piani | 7ª         | 53"45       |                                                  |
| 2016                                | Campionati africani     | Durban      | 4×400 m     | Argento    | 3'29"94     |                                                  |